# Fischbach (Weidenberg)

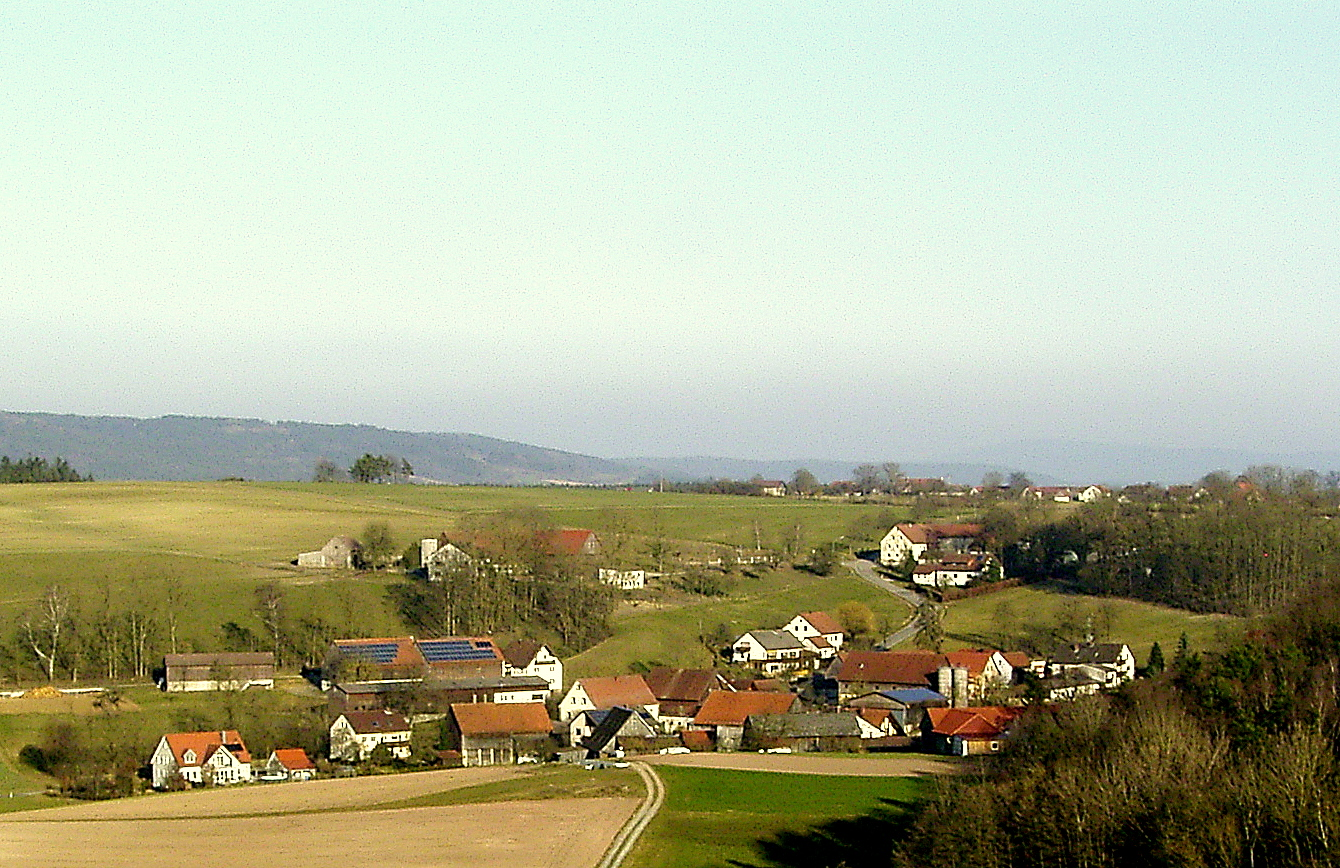
Blick auf Fischbach (Markt Weidenberg) aufgenommen im März 2015- im Hintergrund Kirmsees (Gemeinde Kirchenpingarten) – Foto Otto Pilz

Fischbach ist ein Gemeindeteil des Markts Weidenberg im Landkreis Bayreuth (Oberfranken, Bayern). Die Gemarkung Fischbach hat eine Fläche von 4,502 km². Sie ist in 535 Flurstücke aufgeteilt, die eine durchschnittliche Fläche von 8414,68 m² haben. In ihr liegen neben dem namensgebenden Ort die Gemeindeteile Altenreuth, Sandhof und Waizenreuth.

## Geografie
Das Dorf liegt in der Talmulde des Stephansbaches, eines linken Zuflusses der Warmen Steinach.
Eine Gemeindeverbindungsstraße führt zur Staatsstraße 2463 bei Weidenberg (2,3 km nordwestlich) bzw. nach Tressau zur Kreisstraße BT 42 (3,4 km südöstlich). Eine weitere Gemeindeverbindungsstraße führt zu einer Gemeindeverbindungsstraße (1,1 km südwestlich), die nordwestlich nach Döberschütz bzw. südöstlich nach Fenkensees verläuft.

## Geschichte
Der Ort wurde 1341 als „Vischbach“ erstmals urkundlich erwähnt.
Gegen Ende des 18. Jahrhunderts bestand Fischbach aus 9 Anwesen. Die Hochgerichtsbarkeit stand dem bayreuthischen Stadtvogteiamt Bayreuth zu. Die Dorf- und Gemeindeherrschaft hatte das bayreuthische Amt Weidenberg. Grundherren waren das Hofkastenamt Bayreuth (1 Hof) und das Amt Weidenberg (2 Halbhöfe, 2 Söldengütlein, 1 Haus, 2 Wohnhäuser, 1 Tropfhaus).
Von 1797 bis 1810 unterstand der Ort dem Justiz- und Kammeramt Neustadt am Kulm. Nachdem im Jahr 1810 das Königreich Bayern das Fürstentum Bayreuth käuflich erworben hatte, wurde Fischbach bayerisch. Infolge des Gemeindeedikts wurde Fischbach dem 1812 gebildeten Steuerdistrikt Mengersreuth zugewiesen. Zugleich entstand die Ruralgemeinde Fischbach, zu der Sandhof gehörte. Sie war in Verwaltung und Gerichtsbarkeit dem Landgericht Weidenberg zugeordnet und in der Finanzverwaltung dem Rentamt Bayreuth (1919 in Finanzamt Bayreuth umbenannt). Mit dem Gemeindeedikt von 1818 wurde die Gemeinde Waizenreuth mit Altenreuth eingegliedert. Ab 1862 gehörte Fischbach zum Bezirksamt Bayreuth (1939 in Landkreis Bayreuth umbenannt). Die Gerichtsbarkeit blieb beim Landgericht Weidenberg (1879 in Amtsgericht Weidenberg umgewandelt), seit 1931 ist das Amtsgericht Bayreuth zuständig. Die Gemeinde hatte 1964 eine Gebietsfläche von 4,395 km². Am 1. Januar 1970 wurde Fischbach in den Markt Weidenberg eingegliedert.

### Baudenkmal
- Haus Nr. 1: Wappenrelief[11]

### Einwohnerentwicklung
Gemeinde Fischbach
| Jahr      | 1818  | 1840   | 1852   | 1855   | 1861   | 1867   | 1871   | 1875   | 1880   | 1885   | 1890   | 1895   | 1900   | 1905   | 1910   | 1919   | 1925   | 1933   | 1939   | 1946   | 1950   | 1952   | 1961  | 1970   |
| Einwohner | 132   | 180    | 190    | 203    | 197    | 185    | 164    | 163    | 165    | 180    | 181    | 158    | 156    | 158    | 148    | 144    | 152    | 138    | 125    | 182    | 177    | 182    | 147   | 187    |
| Häuser    | 24    |        |        |        |        |        | 22     |        |        | 22     | 22     |        | 23     |        |        |        | 23     |        |        |        | 24     |        | 25    |        |
| Quelle    | [ 8 ] | [ 13 ] | [ 13 ] | [ 13 ] | [ 14 ] | [ 15 ] | [ 16 ] | [ 17 ] | [ 18 ] | [ 19 ] | [ 20 ] | [ 13 ] | [ 21 ] | [ 13 ] | [ 22 ] | [ 13 ] | [ 23 ] | [ 13 ] | [ 13 ] | [ 13 ] | [ 24 ] | [ 13 ] | [ 9 ] | [ 25 ] |

Ort Fischbach
| Jahr      | 001818 | 001861 | 001871 | 001885 | 001900 | 001925 | 001950 | 001961 | 001970 | 001987 | 002020 |
| Einwohner | *65    | 107    | 94     | 98     | 86     | 77     | 77     | 70     | 60     | 72     | *66    |
| Häuser    | *13    |        |        | 12     | 12     | 12     | 12     | 12     |        | 14     |        |
| Quelle    | [ 8 ]  | [ 14 ] | [ 16 ] | [ 19 ] | [ 21 ] | [ 23 ] | [ 24 ] | [ 9 ]  | [ 25 ] | [ 26 ] | [ 1 ]  |

## Religion
Fischbach ist seit der Reformation evangelisch-lutherisch geprägt und nach St. Michael (Weidenberg) gepfarrt.